# Ida von Nagel
Ida von Nagel (n. 15 mai 1917, Hofgeismar, Hessa, Germania – d. 29 august 1971, Ennigerloh, Republica Federală Germania, Germania) a fost o sportivă ce a reprezentat Germania, medaliată olimpică. A participat la o ediție a Jocurilor Olimpice (1952) în care a câștigat o medalie de bronz.

## Participări
Lista de mai jos prezintă principalele competiții la care a participat Ida von Nagel de-a lungul carierei.
- equestrian at the 1952 Summer Olympics – team dressage[*]